# Кертис (остров)
Ке́ртис (англ. Curtis Island) — остров в Коралловом море, в центральной части восточного побережья Австралии.

## География
Кертис представляет собой низменный остров, примыкающий вплотную (на расстояние 3 км) к восточному побережью континентальной части Австралии, примерно в 4 км севернее города Гладстон, штат Квинсленд. Длина острова составляет приблизительно 40 км, ширина, в самом широком месте, 20 км. Площадь острова около 300 км².

## История
Остров Кертис открыт Джеймсом Куком в 1770 году.
В 1964 году правительство Австралии прорабатывало планы переселения на остров жителей острова Науру, однако они не были реализованы.
В настоящее время на острове расположен национальный парк (англ. Curtis Island National Park).

## Население
В 2006 году население острова — 16 человек.